# Iris Djinn
L’iris Djinn est une variété d'iris hybride. (Parents : inconnus).
- Catégorie : Iris de Rocaille (SDB).
- Création : P. Anfosso (1994).
- Description : Iris de Rocaille d'un ton rare, jaune soufre clair, rehaussé d'une barbe bleu-lavande-vif ; parfum vanille.
- Floraison : moyen.
- Taille : 25 cm.